# Серп (Удмуртия)
Серп — деревня в Алнашском районе Удмуртии Российской Федерации. Входит в Ромашкинское сельское поселение.

## Топоним
По названию колхоза «Серп» .

## География
Находится у реки  Варали, в 6 км к юго-западу от села Алнаши и в 92 км к юго-западу от Ижевска.

## История
В 1928 году жители деревни Новый Утчан Староутчанского сельсовета Алнашской волости Можгинского уезда организовали колхоз «Серп», после образования колхоза его члены основали выселок Серп. На 1 января 1939 года выселок Серп числился в Староутчанском сельсовете Алнашского района.
В 1950 году в результате объединения колхозов соседних деревень, в том числе выселка Серп, образован колхоз «имени Мичурина», центральной усадьбой колхоза стала деревня Новый Утчан. В 1958 году колхоз «имени Мичурина» упразднён и выселок присоединён к объединённому колхозу «Большевик», с центральной усадьбой в селе Алнаши. В том же году выселок Серп перечислен в Алнашский сельсовет.
В 1991 году Алнашский сельсовет разделён на Алнашский и Ромашкинский сельсоветы, выселок передан в состав нового сельсовета. Постановлением Госсовета УР от 26 октября 2004 года выселок Серп Ромашкинского сельсовета был преобразован в деревню Серп. 16 ноября 2004 года Ромашкинский сельсовет был преобразован в муниципальное образование «Ромашкинское» и наделён статусом сельского поселения.

## Население
| 2008 | 2010 | 2012 |
| ---- | ---- | ---- |
| 98   | ↘93  | ↘92  |

## Инфраструктура
Личное подсобное хозяйство с зоной сельскохозяйственного использования, индивидуальная застройка усадебного типа.
Основа экономики — сельское хозяйство.

## Памятные места, достопримечательности
Обелиск землякам-участникам Великой Отечественной войны

## Транспорт
Деревня доступна автотранспортом. 